# Val Cervia
Val Cervia este o arie protejată (arie specială de conservare — SAC, sit de importanță comunitară — SCI) din Italia întinsă pe o suprafață de 1.893 ha, integral pe uscat.

## Localizare
Centrul sitului Val Cervia este situat la coordonatele 46°06′04″N 9°48′04″E / 46.101°N 9.801°E.

## Înființare
Situl Val Cervia a fost declarat sit de importanță comunitară în iunie 1995 pentru a proteja 33 de specii de animale. Situl a fost protejat și ca arie specială de conservare în aprilie 2014.

## Biodiversitate
Situată în ecoregiunea alpină, aria protejată conține 10 habitate naturale: Păduri alpine de Larix decidua și/sau Pinus cembra, Păduri pe pante, grohotișuri și ravene de Tilio-Acerion, Pajiști boreale și alpine pe substrat silicios, Pante stâncoase silicioase cu vegetație casmofită, Pajiști alpine și boreale, Grohotișuri silicioase de la nivelul montan până la nivelul zăpezii (Androsacetalia alpinae și Galeopsietalia ladani), Fânețe montane, Formațiuni ierboase bogate în specii de Nardus, dezvoltate pe substraturi silicioase în zone montane (și în zone submontane, în Europa continentală), Păduri acidofile de Picea de la nivel montan la nivel alpin (Vaccinio-Piceetea), Liziere de ierburi înalte hidrofile de câmpie și de nivel montan până la alpin.
La baza desemnării sitului se află mai multe specii protejate:
- păsări (29): inărița (Acanthis flammea), uliu porumbar (Accipiter gentilis), uliu păsărar (Accipiter nisus), minunița (Aegolius funereus), potârnichea de stâncă (Alectoris graeca saxatilis), acvilă de munte (Aquila chrysaetos), cocoșul de mesteacăn (Bonasa bonasia), buha (Bubo bubo), Carduelis citrinella, cojoaica de pădure (Certhia familiaris), mierla de apă (Cinclus cinclus), ciocănitoare pestriță mare (Dendrocopos major), ciocănitoare neagră (Dryocopus martius), ciuvică (Glaucidium passerinum), Lagopus muta helvetica, sfrâncioc roșiatic (Lanius collurio), pițigoi moțat (Lophophanes cristatus), Lyrurus tetrix tetrix, cinghiță alpină (Montifringilla nivalis), alunar (Nucifraga caryocatactes), viespar (Pernis apivorus), Prunella collaris, Ptyonoprogne rupestris, stăncuță alpină (Pyrrhocorax graculus), huhurez mic (Strix aluco), silvie-mică (Sylvia curruca),  cocoș de munte (Tetrao urogallus), pănțărușul (Troglodytes troglodytes), mierlă gulerată (Turdus torquatus)
- mamifere (4): lupul (Canis lupus), liliac cu urechi de șoarece (Myotis blythii), liliac comun (Myotis myotis), liliacul mare cu potcoavă (Rhinolophus ferrumequinum)

Pe lângă speciile protejate, pe teritoriul sitului au mai fost identificate 10 specii de plante, 14 specii de mamifere, 10 specii de nevertebrate, 3 specii de reptile.